# Булыжник

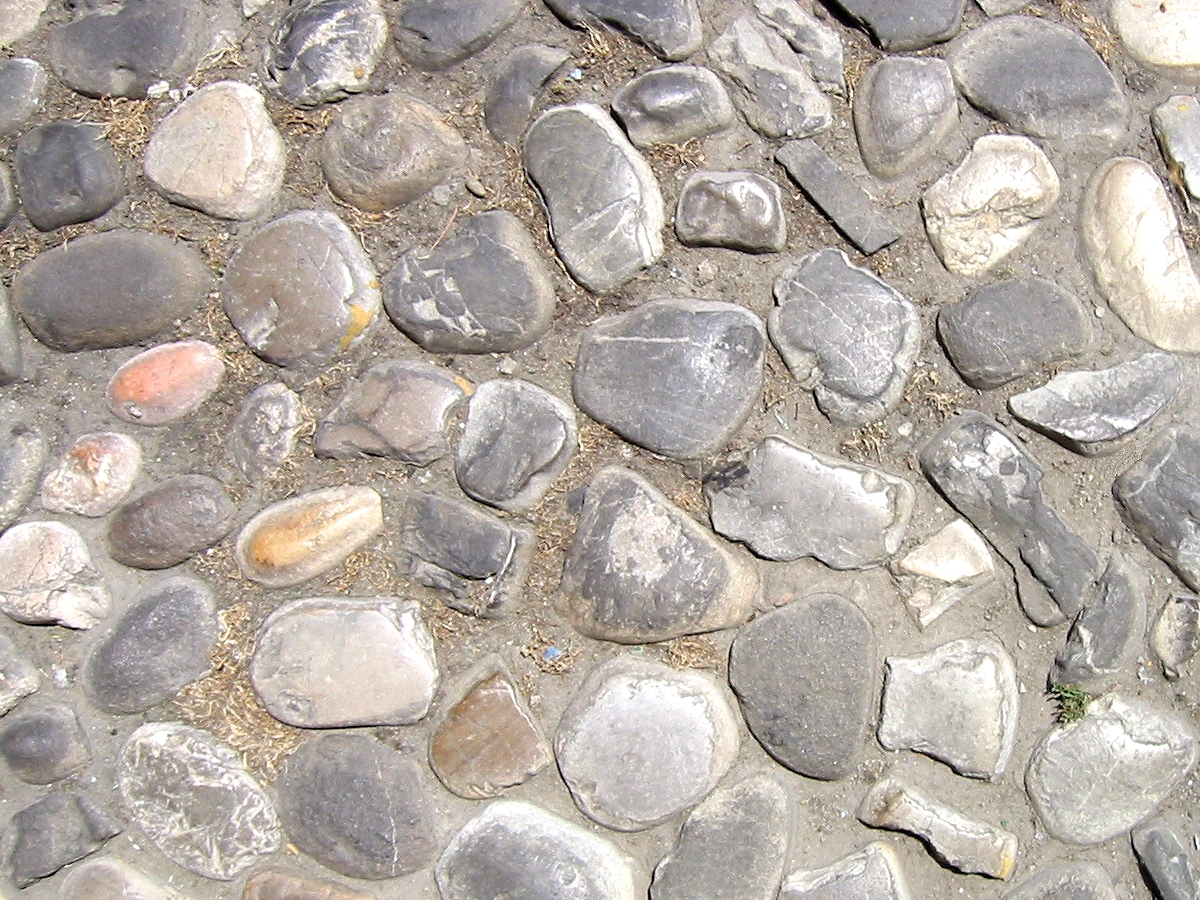
Булыжная мостовая

Булы́жник, булыжный камень (устаревшее — булыга от общеславянского bula — шишка, желвак, ком) — относительно небольшой (12—28 сантиметров) природный камень твёрдой породы округлой формы.
Грубообработанный каменный материал. Применяется для мощения мостовых и укрепления откосов, балластировки железнодорожных путей, устройства оснований под дорожные одежды, кладки фундаментов жилых зданий высотой не более двух этажей. Также является исходным материалом для получения щебня. В районах с отсутствием выхода естественных пород искусственный камень.

## История
Как строительный материал известен с древнейших времён. Обилие булыжника и его невысокая стоимость привело к его широкому применению в строительстве. Как материал для мощения дорог булыжный камень использовался ещё в Древнем Египте и Вавилоне. Римляне усовершенствовали технологию мощения булыжником дорог. Покрытие, выполненное из булыжного камня, называется мостовой.

В России булыжные мостовые появились в начале XVIII века. В 1714 году для мощения улиц в Петербурге было велено собирать дикий камень. Суда, приходившие в город через Ладожское озеро, в зависимости от своей величины должны были привозить 10, 20 или 30 камней. Каждая крестьянская подвода — 3 камня весом в 5 фунтов. За неисполнение указа за каждый камень налагался штраф в размере одной гривны. Одним из первых распоряжений назначенного в 1718 году генерал-полицмейстером Петербурга А. Э. Девиера были правила мощения улиц: 
Каждому жителю против своего двора посыпать песком и камнем мостить гладко, как будет показано от мастеров, и чтобы были твёрдо утверждены, дабы весною и в дожди не заносило.
Булыжник использовался также для кладки стен, при сооружении фундаментов зданий и облицовочных работ. B XIX веке при сооружении мостовых вместо булыжного камня, из-за округлой формы которого получалось покрытие, неудобное для ходьбы и движения транспорта, стала использоваться гранитная брусчатка, дающая более ровную поверхность.
В последнее время булыжник широко применяется в декоративно-строительных целях, например, в габионных конструкциях и при благоустройстве территорий исторических и культурных памятников. Согласно ОДН 218. 046 — 01 «Проектирование нежёстких дорожных одежд» покрытие из булыжного камня относится к переходному типу дорожной одежды.

## Булыжник — оружие пролетариата
Булыжники также могут использоваться как оружие. Булыжники неоднократно использовались при народных возмущениях и революциях в разных странах.
В дореволюционной России булыжник стал одним из символов вооружённой борьбы пролетариата за свои права. С этим связано выражение «Булыжник — оружие пролетариата», которое, видимо, произошло от названия скульптуры И. Д. Шадра — «Булыжник — оружие пролетариата» (1927).